# محوطه لهوم
محوطه لهوم مربوط به سده‌های اولیه و میانه دوران‌های تاریخی پس از اسلام است و در شهرستان ایجرود، بخش مرکزی، دهستان گلابر، ۲۵۰۰ متری شمال روستای قره دره واقع شده و این اثر در تاریخ ۱۵ دی ۱۳۸۷ با شمارهٔ ثبت ۲۴۰۴۳ به‌عنوان یکی از آثار ملی ایران به ثبت رسیده است.